# 長内美和子
長内 美和子（おさない みわこ、1997年7月19日 - ）は、日本の女子バレーボール選手である。

## 来歴
東京都葛飾区出身。小学3年次より、地元のクラブチームである東金町ビーバーズでバレーボールを始める。
2010年4月に都内のバレーボール強豪校である文京学院大学女子中学校に入学した。1級上に田原愛里がいる。2012年12月の第26回全国都道府県対抗中学バレーボール大会では東京代表に選出され、本大会で優勝し自らも優秀選手賞を受賞した。
2015年7月の平成27年度全国高等学校総合体育大会バレーボール競技大会では、大会直前に緊急入院し出場が危ぶまれたが、病気を押して出場しエーススパイカーとしてチームを準優勝に導いている。2016年1月の春高バレーでも大会直前に足を痛めたもののベスト4に食い込む健闘を見せた。
同月、日立リヴァーレの内定選手となりVリーグに登録された。同年11月13日の岡山シーガルズ戦に途中出場しプレミアデビューを果たすと共に、20得点（アタック19点、エース1点）をあげてフルセットの接戦を制した。
同年9月には全日本U-23代表メンバーに選出され、シニア大会である第5回アジアカップ・バレーボール選手権に出場し、シニア国際大会にデビューを果たした。
2017年5月にタイのナコンラチャシマで開催された第2回アジアU-23女子バレーボール選手権に出場。決勝まで駒を進めた全日本は、ホームのタイに0-2のビハインドから大逆転勝利を掴んだ。
2019年、シニア代表に初選出され、同年5月のモントルーバレーマスターズでデビューし、ネーションズリーグに出場した。
2021年、日立リヴァーレでの背番号が「13」から「3」に変更された。
2022年、AVCカップに出場し、チームは大会初優勝を果たした。

## 球歴
- U-23日本代表 - 2016年-
  - 2016年 第5回アジアカップ 4位
  - 2017年 第2回アジアU-23選手権 優勝

- 日本代表 - 2019年-
  - ネーションズリーグ - 2019年
  - ワールドカップ - 2019年
  - AVCカップ - 2022年

## 所属チーム
- 東金町ビーバーズ（29期）[2]
- 文京学院大学女子中学校（2010-2013年）
- 文京学院大学女子高等学校（2013-2016年）
- 日立リヴァーレ/日立Astemoリヴァーレ/Astemoリヴァーレ茨城 #21 → #13 → #3（2016年-）

## 受賞歴
- 2015年 - 平成27年度全国高等学校総合体育大会バレーボール競技大会 ベスト6
- 2018年 - アジアカップ ベストアウトサイドヒッター賞

## 個人成績
Vプレミアリーグレギュラーラウンドにおける個人成績は下記の通り。
| シーズン | 所属 | 出場 | 出場   | アタック | アタック | アタック | アタック | ブロック | ブロック | サーブ | サーブ | サーブ | サーブ | レセプション | レセプション | 総得点 | 備考 |
| -------- | ---- | ---- | ------ | -------- | -------- | -------- | -------- | -------- | -------- | ------ | ------ | ------ | ------ | ------------ | ------------ | ------ | ---- |
| シーズン | 所属 | 試合 | セット | 打数     | 得点     | 決定率   | 効果率   | 決定     | /set     | 打数   | エース | 得点率 | 効果率 | 受数         | 成功率       | 総得点 | 備考 |
| 2016/17  | 日立 | 21   | 21     | 100      | 33       | 33.3%    | %        | 3        | 0.14     | 41     | 1      | %      | 10.5%  | 16           | 31.3%        | 37     |      |
| 2017/18  | 日立 | 21   | 79     | 785      | 277      | 35.3%    | %        | 8        | 0.10     | 246    | 6      | %      | 4.8%   | 658          | 39.9%        | 291    |      |
| 2018/19  | 日立 |      |        |          |          | %        | %        |          |          |        |        | %      | %      |              | %            |        |      |